# Edward Ofere
Edward Junior Ofere (* 28. März 1986 in Enugu) ist ein schwedisch-nigerianischer ehemaliger Fußballspieler.

## Werdegang

### Karrierestart in Schweden
Ofere spielte zunächst bei Enugu Rangers in Nigeria und spielte 2004 ein Freundschaftsspiel für die nigerianische Nationalmannschaft. 2004 erzielte er für Enugu beide Treffer bei einem 2:1-Erfolg im Supercup gegen den Dolphins FC, die Trophäe ging aber dennoch an die Dolphins, weil der Klub als Meister und Landespokalsieger bereits als Supercupgewinner feststand. Zum 1. September 2005 wechselte der seinerzeit 19-jährige Offensivspieler auf Leihbasis bis zum Jahresende zum schwedischen Klub Malmö FF. Mitte Oktober entschied sich der Klub, nachdem er bis dato in fünf Spielen in der Allsvenskan ein Tor erzielt hatte, zu einer festen Verpflichtung des Nigerianers, der einen Drei-Jahres-Vertrag erhielt. In den folgenden Spielzeiten lief er unregelmäßig für die erste Mannschaft in der Allsvenskan auf, ehe ihm in der Spielzeit 2008 der Durchbruch gelang. Unter dem zu Saisonbeginn neu verpflichteten Trainer Roland Nilsson avancierte er zum Stammspieler und führte den Klub mit neun Saisontoren auf den sechsten Platz. Nach Saisonende verlängerte er schließlich seinen Kontrakt um zwei weitere Jahre. Auch in der folgenden Spielzeit platzierte er sich erneut unter den besten Torschützen der Allsvenskan, als er mit zehn Saisontoren gemeinsam mit dem elffachen Torschützen Daniel Larsson das Sturmduo des Klubs bildete. Anfang 2010 erhielt er die schwedische Staatsbürgerschaft und wurde daraufhin als potentieller Kandidat für die schwedische Nationalmannschaft gehandelt. Nach einer Verletzung in der Vorbereitung war er zwar zu Beginn der Spielzeit 2010 wieder fit, hatte aber seinen Stammplatz verloren.

### Wechsel in die Serie A
Im Sommer 2010 wollte Ofere Malmö FF verlassen. Nachdem er zunächst insbesondere in Verhandlungen mit dem belgischen Klub KRC Genk gestanden hatte, die jedoch scheiterten, wechselte er kurz vor Schluss der Sommertransferperiode am 30. August zum italienischen Serie-A-Aufsteiger US Lecce. Drei Wochen später debütierte er beim 1:1-Remis gegen den FC Parma für seinen neuen Klub in der Meisterschaft, erst ab Ende Oktober kam er regelmäßig zum Einsatz. Eine im Januar aufgetretene Knieverletzung hinderte ihn jedoch, in seiner ersten Spielzeit in Italien mehr als elf Ligaspiele zu bestreiten.

### Kurzengagements in verschiedenen europäischen Ligen
Nach zwei Jahren bei der US Lecce löste er seinen Vertrag auf und wechselte zu Trelleborgs FF. Beim seinerzeitigen Drittligisten machte er mit einer Torquote von acht Treffern in elf Ligaeinsätzen bis zum Saisonende wieder von sich reden. Daraufhin war sein unterklassiges Engagement nach nur einer Halbserie beendet, zum Jahreswechsel schloss er sich dem dänischen Klub FC Vestsjælland an. Der dänische Vizemeister war insbesondere aufgrund mangelnder Torgefahr in die hintere Tabellenhälfte gerutscht, Ofere konnte jedoch die in ihn gesetzte Hoffnung nicht erfüllen und war bis zum Saisonende lediglich zweimal erfolgreich.
Im Sommer 2014 wechselte Ofere nach Norwegen zu Sogndal Fotball, zog aber bereits im Frühjahr des folgenden Jahres zum schottischen Klub Inverness Caledonian Thistle weiter. Mit dem Klub erreichte er das Endspiel um den Scottish FA Cup 2014/15, in dem durch Tore von Marley Watkins und James Vincent der FC Falkirk mit 2:1 besiegt und damit der Pokal zum ersten Mal in der Vereinsgeschichte gewonnen wurde. Dabei spielte Ofere über die komplette Spieldauer. Parallel war er mit dem Klub Dritter der Meisterschaft 2014/15 geworden.
Zur Saison 2015/16 wechselte Ofere zum türkischen Zweitligisten Boluspor. Sein Engagement blieb jedoch ohne größeren Erfolg, im Januar 2016 wechselte er zurück nach Schottland zu Dundee United. Die Meisterschaft 2015/16 beendete der Klub jedoch auf dem Abstiegsplatz, anschließend lief sein Kontrakt aus.
Im Februar 2017 nahm der schwedische Klub FC Rosengård 1917 Ofere unter Vertrag, der beim Malmöer Stadtteilklub einen Ein-Jahres-Kontrakt unterzeichnete. Ende Juli 2017 wurde der Vertrag aufgelöst. Ofere fand danach keinen Verein mehr.

### Wechsel nach Vietnam
Im Februar 2018 verpflichtete ihn der vietnamesische Erstligist FC Thanh Hóa. Der Verein aus Thanh Hóa spielte in der höchsten Liga des Landes, der V.League 1. Für den Verein absolvierte er zwölf Erstligaspiele. Seit Mitte 2018 ist er vertrags- und vereinslos.